# سكري حديثي الولادة العابر
سكري حديثي الولادة العابر (اختصارًا TNDM) هو شكل من أشكال مرض السكري الوليدي الذي يظهر عند الولادة وهو غير دائم. يُعتبر هذا المرض نوعًا من سكري الشبان الناضجين (MODY).

## الأنواع
| نوع   | OMIM                                                 | جِين                 | حَيّز            | وَصف                                                                       |
| ----- | ---------------------------------------------------- | ------------------- | -------------- | ------------------------------------------------------------------------- |
| TNDM1 | الوراثة المندلية البشرية عبر الإنترنت (OMIM): 601410 | ZFP57، PLAGL1       | 6p22.1, 6q24.2 |                                                                           |
| TNDM2 | الوراثة المندلية البشرية عبر الإنترنت (OMIM): 610374 | ABCC8 [الإنجليزية]  | 11p15.1        | بسبب طفرات الوحدة الفرعية الأخرى لقناة KATP، SUR1، التي يرمزها جين ABCC8. |
| TNDM3 | الوراثة المندلية البشرية عبر الإنترنت (OMIM): 610582 | KCNJ11 [الإنجليزية] | 11p15.1        |                                                                           |

## السبب
هذه الحالة لها علاقة بالوراثة وغالبًا ما ترتبط بوجود جين كروموسوم 7 مُضاف (غالبا من جانب الأب). [بحاجة لمصدر]
يمكن أن يتضمن الشكل الموجود على الكروموسوم 6 النسخ الجيني.